# Nowy Port (Russland)
Nowy Port (russisch Новый Порт) ist ein Dorf (selo) im Autonomen Kreis der Jamal-Nenzen in Russland mit 1720 Einwohnern (Stand 14. Oktober 2010).

## Geographie

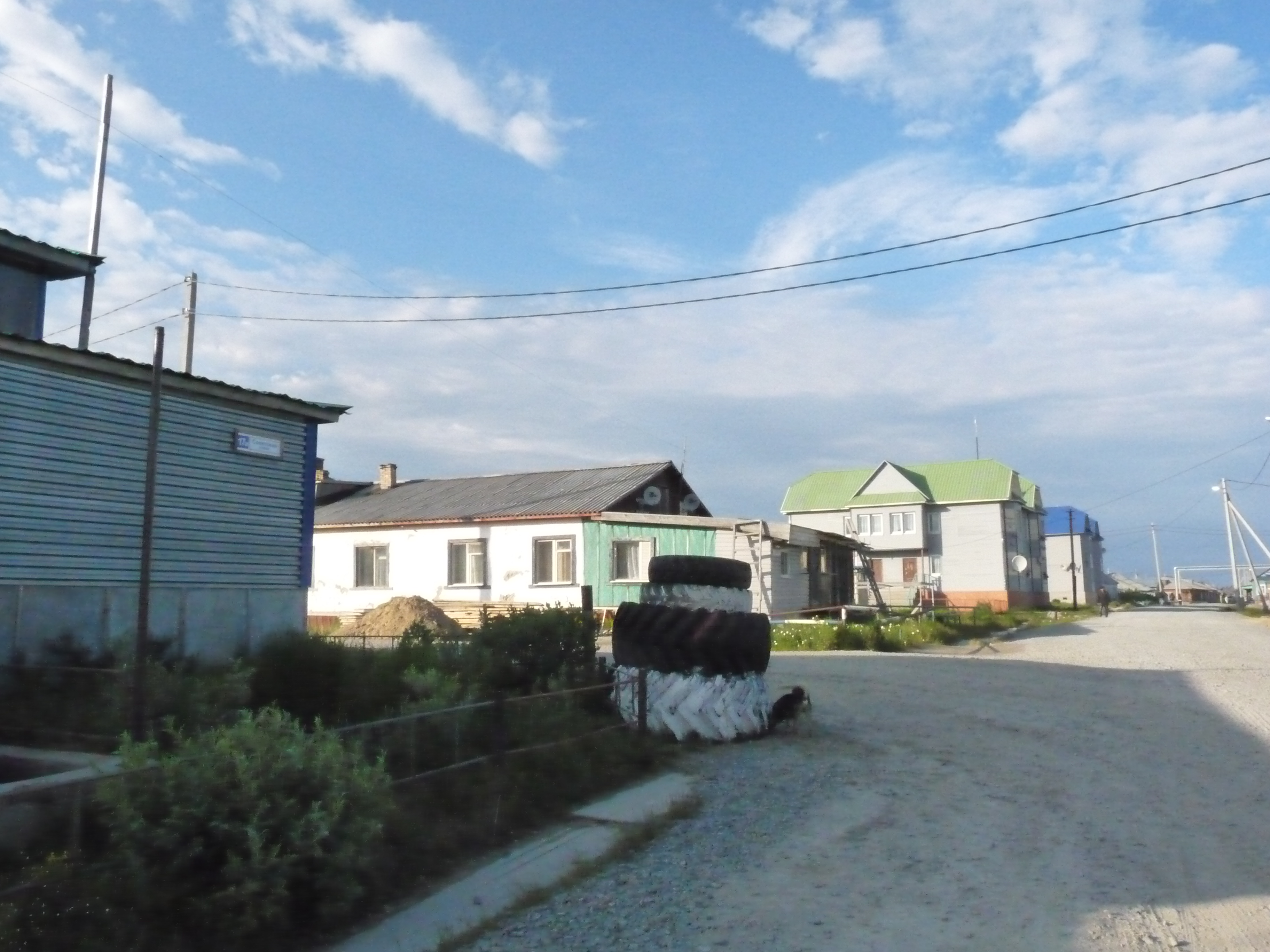
Hauptstraße des Orts, befestigte Straßen existieren nicht (2014)

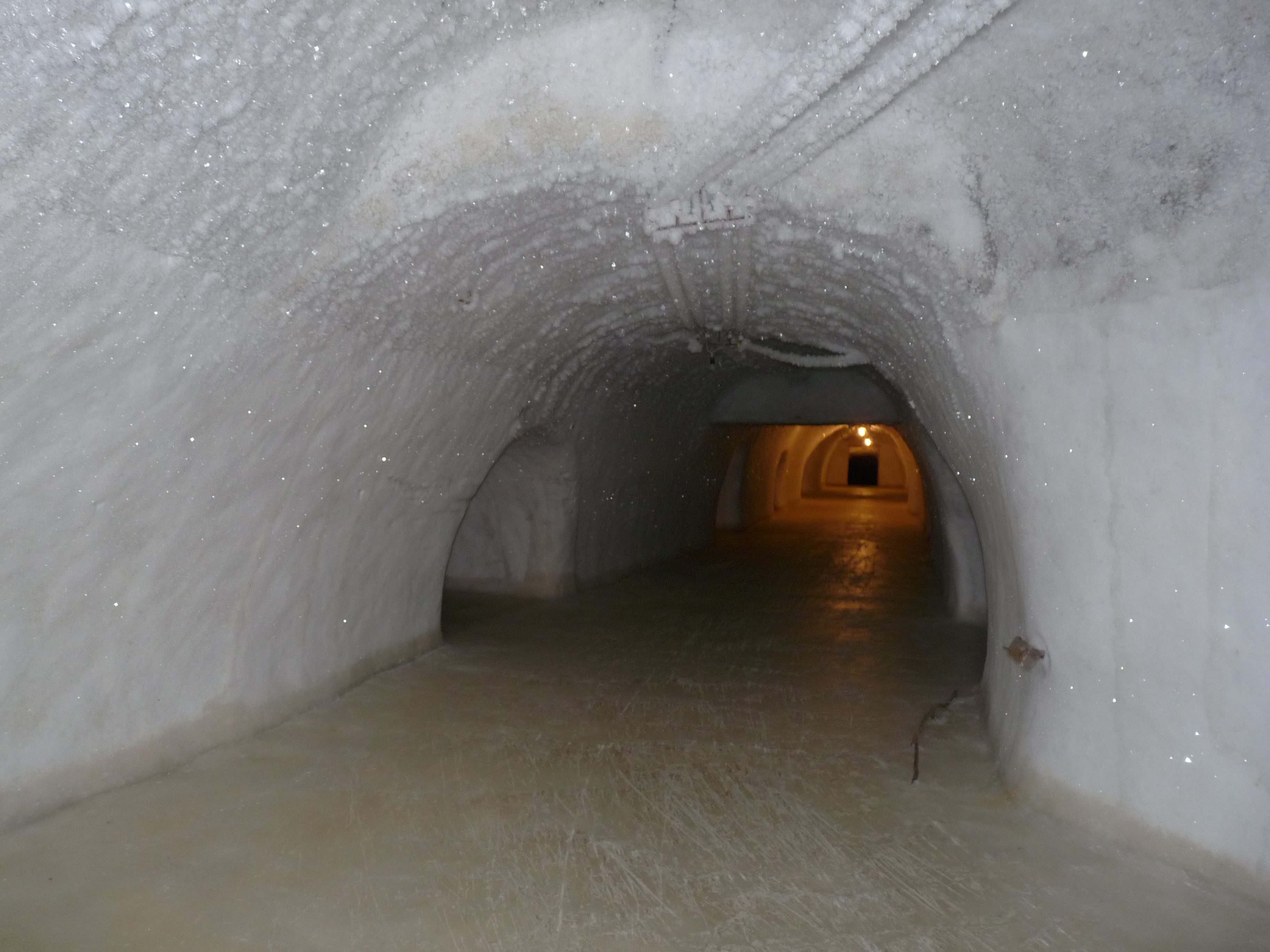
Teile des Eiskellers. Die Wände werden mit Wasser verputzt, um zu vermeiden, dass der Permafrostboden abbröckelt (2014)

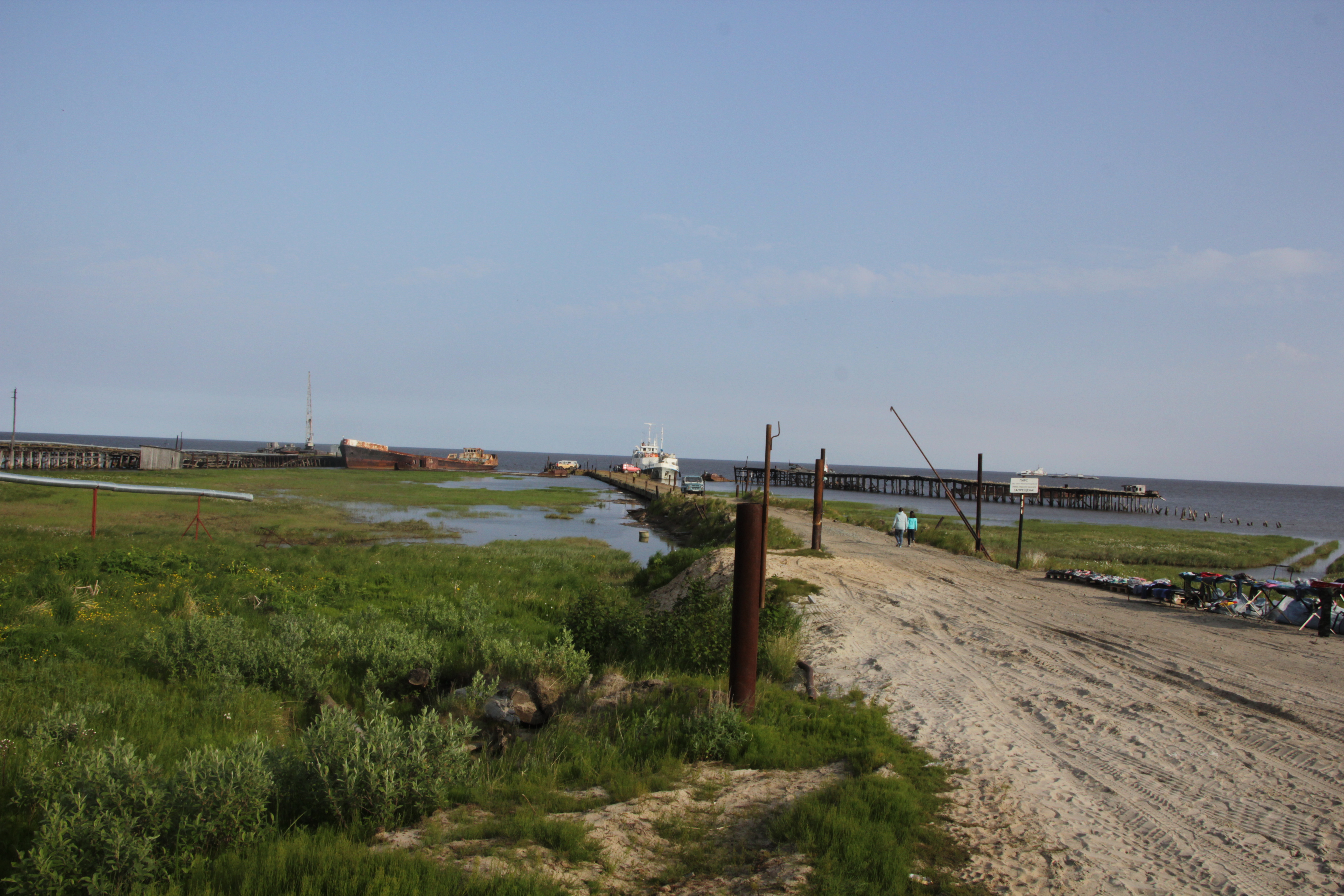
Hafen von Nowy Port, Nordsibirien. Im Hintergrund der Obbusen (2014)

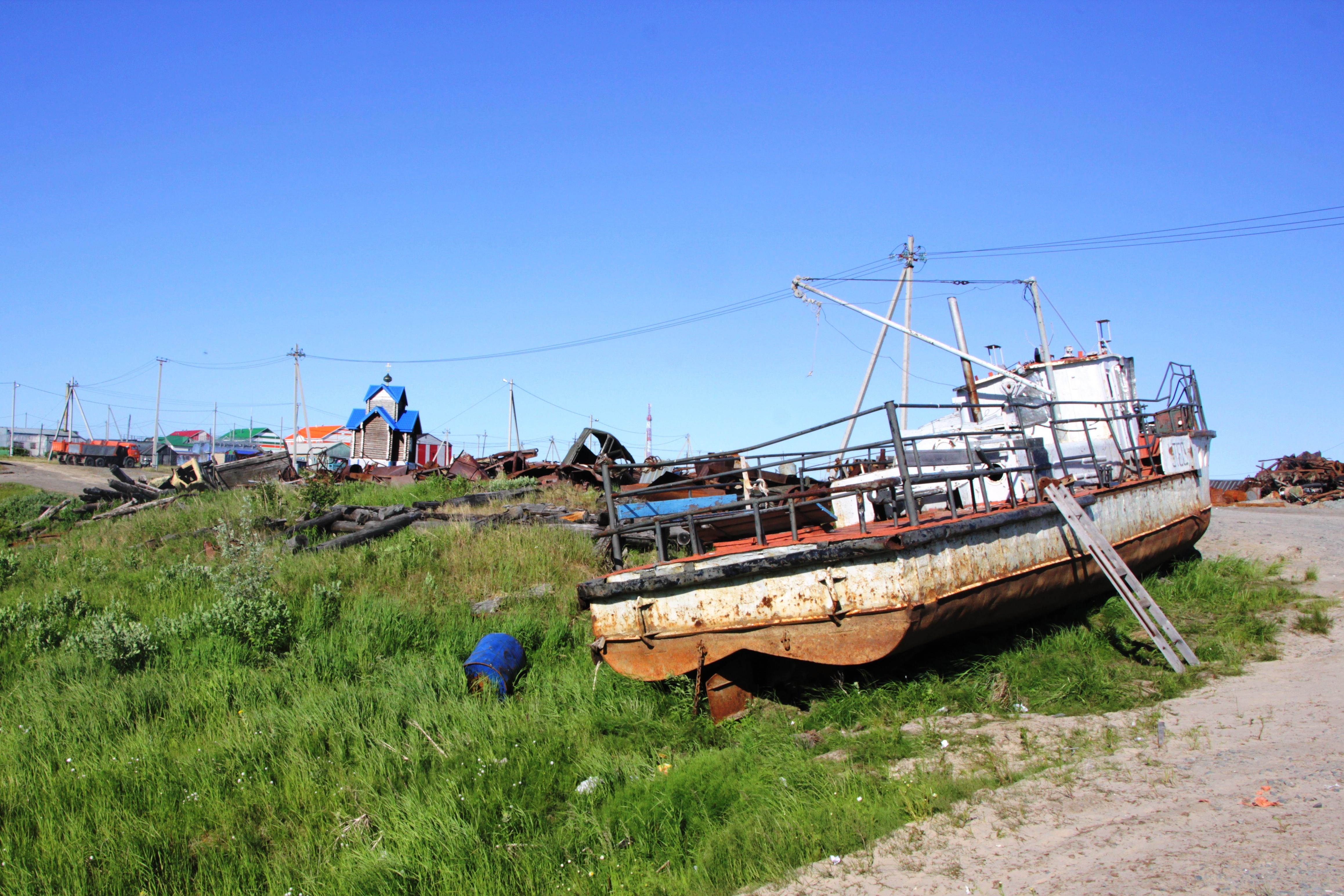
Blick auf den Ort vom Hafen aus. Im Hintergrund Teile der Siedlung. (2014)

Der Ort liegt etwa 300 km Luftlinie nordöstlich des Kreisverwaltungszentrums Salechard im südöstlichen Teil der Jamal-Halbinsel nördlich des Polarkreises. Er befindet sich am westlichen Ufer des dort etwa 60 km breiten Obbusens, des verlängerten Mündungstrichters des Ob in die Karasee, an einer ebenfalls Nowy Port („Neuer Hafen“) genannten Bucht. Am gegenüberliegenden Ufer des Obbusens, etwas weiter nördlich, liegt die Erdgasarbeitersiedlung Jamburg.
Nowy Port gehört zum Rajon Jamalski und ist von dessen Verwaltungszentrum Jar-Sale etwa 130 km in nordöstlicher Richtung entfernt. Es ist Sitz und einzige Ortschaft der Landgemeinde (selskoje posselenije) Selo Nowy Port. Über 80 % der Bewohner sind Nenzen.

## Geschichte
Der Ort geht auf einen Umschlagplatz zurück, der dort Anfang der 1920er-Jahre im Rahmen der beginnenden Erschließung des Nördlichen Seewegs eingerichtet wurde. Die ersten festen Gebäude wurden im Sommer 1921 errichtet. 1928 eröffnete eine Faktorei für den Handel mit der halbnomadisch lebenden indigenen Einwohnern des Gebietes, ab 1930 entstanden Einrichtungen der Fischerei, wie ein kleiner Hafen und eine Konservenfabrik. Ab 1931 wurden im Verlauf der Entkulakisierung unter Stalin Bauern aus südlichen Landesteilen als sogenannte „Spezialumsiedler“ (spezperesselenzy) nach Nowy Port deportiert. Dies waren damit die ersten ständigen Bewohner der Siedlung. Die Zwangsumsiedlungen nach Nowy Port setzten sich bis in die 1940er-Jahre fort, darunter ab 1941 von Wolgadeutschen.
Zeitweise befanden sich in Nowy Port Verwaltungsorgane des 1930 gegründeten Jamalski rajon, sowie 1948 des Arbeitslagers Baidarata-ITL (auch Baidarlag genannt) im System des Gulag. Überwiegend von Häftlingen und Zwangsarbeitern wurde ab 1950 im Permafrostboden, 12–13 Meter unter der Erdoberfläche faktisch ohne technische Hilfsmittel ein System von Stollen und Räumen zur Lagerung von bis zu mehr als 1700 Tonnen Fisch errichtet. Die Temperatur in der Merslotnik (etwa „Gefrierschrank“) genannten, eine Fläche von etwa einem Hektar einnehmenden Einrichtung beträgt ganzjährig −12 bis −17 °C. Bis 1956 waren die Arbeiten weitgehend abgeschlossen. Heute wird noch einer der drei Hauptstollen gemäß der ursprünglichen Bestimmung genutzt.
Nowy Port besaß zunächst den Status einer Siedlung (possjolok), seit der Munizipalreform 2005 wird es als Dorf (selo) geführt.

## Verkehr
Nowy Port ist ein Hafen am Nördlichen Seeweg, der vor allem als Umladeplatz zur Flussschifffahrt auf dem Ob sowie in Richtung des Tasbusens und der in diesen mündenden Flüsse Tas und Pur dient, außerdem zur Versorgung der im Hinterland des Ortes gelegenen Erdöl- und Gaskondensatfelder sowie dem Abtransport von deren Produkten. Seit den 1990er-Jahren sank die Bedeutung des Hafens jedoch insgesamt zugunsten der weiter nördlich, näher zu den bedeutendsten Erdgasfeldern der Region gelegenen Häfen, dem knapp 100 km entfernten Mys Kamenny und dem 450 km entfernten Sabetta, der weiter ausgebaut wird.
Ganzjährig wird das Dorf per Hubschrauber von Yamal Airlines angeflogen. Im Sommer ist es zusätzlich per Tragflügelboot von Salechard aus erreichbar, die Fahrt dauert je nach Wetterbedingungen etwa zehn Stunden. Da der Hafen für diese Schiffe nicht tief genug ist, liegt als Anlegestelle ein Schubboot einige hundert Meter vor dem Dorf im Obbusen verankert. Von da werden die Passagiere mit kleineren Booten ans Ufer übergesetzt.
Dagegen ist Nowy Port nicht an das ganzjährig befahrbare Straßennetz angeschlossen. Bis zum Dorf führt eine Winterpiste, die von Labytnangi ausgehend zum Teil auf dem Eis des Ob oder seiner Nebenarme vorbei am Rajonzentrum Jar-Sale weiter der Südostküste der Jamal-Halbinsel folgt.
Gut 100 km westlich verläuft die zwischen den 1980er- und 2010er-Jahren gebaute Bahnstrecke Obskaja–Karskaja, die die Erdgasfelder im Zentralteil Jamals erschließt. Es gibt Pläne zum Bau einer Zweigstrecke von der Station Pajuta nach Nowy Port, aber die vorrangige Anbindung von Sabetta weiter nördlich wird präferiert.